# Ansitz Grießenstein

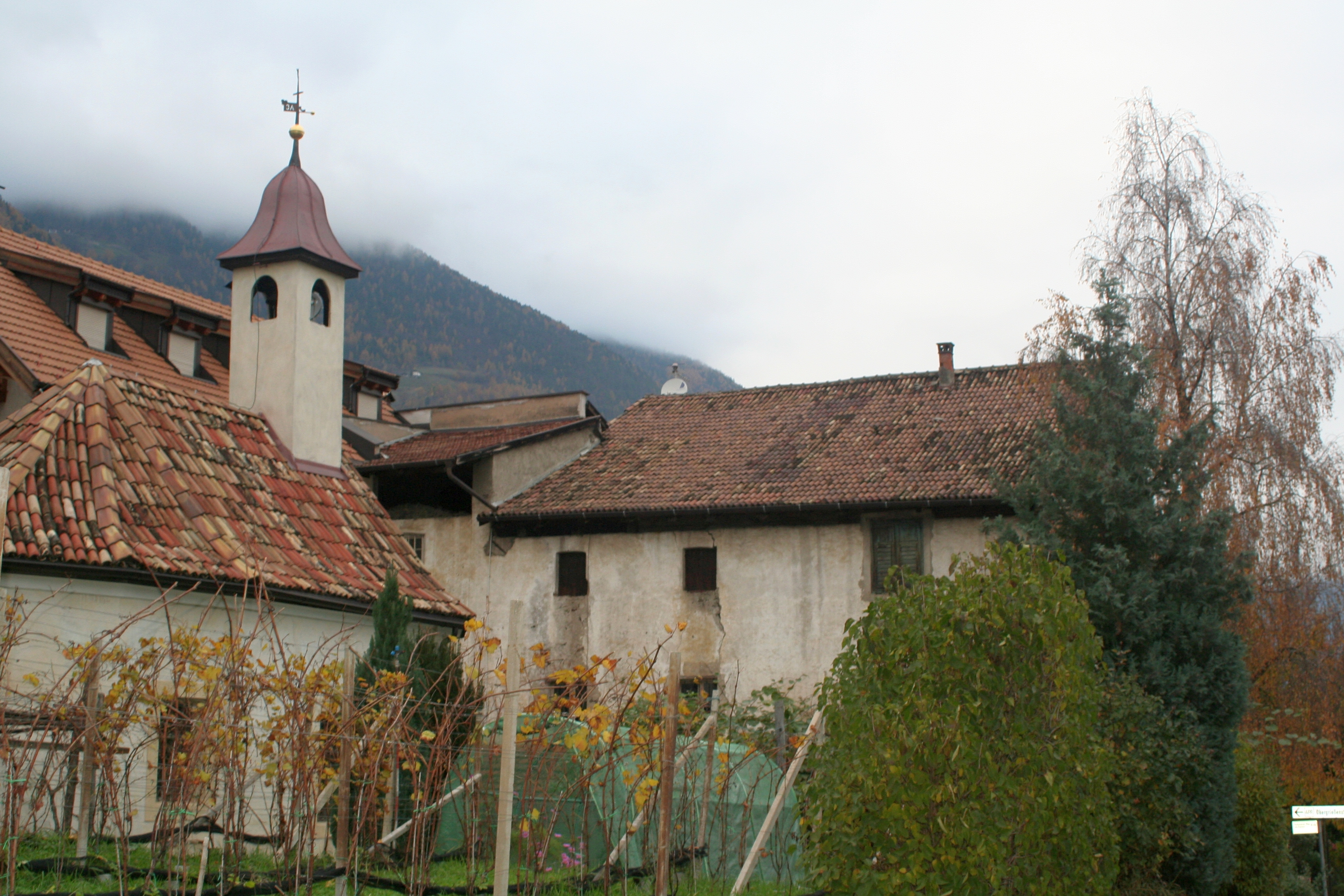
Ansitz Grießenstein

Der Ansitz Grießenstein ist zusammen mit der Magdalenenkapelle ein geschütztes Baudenkmal in der Gemeinde Lana in Südtirol.

## Lage

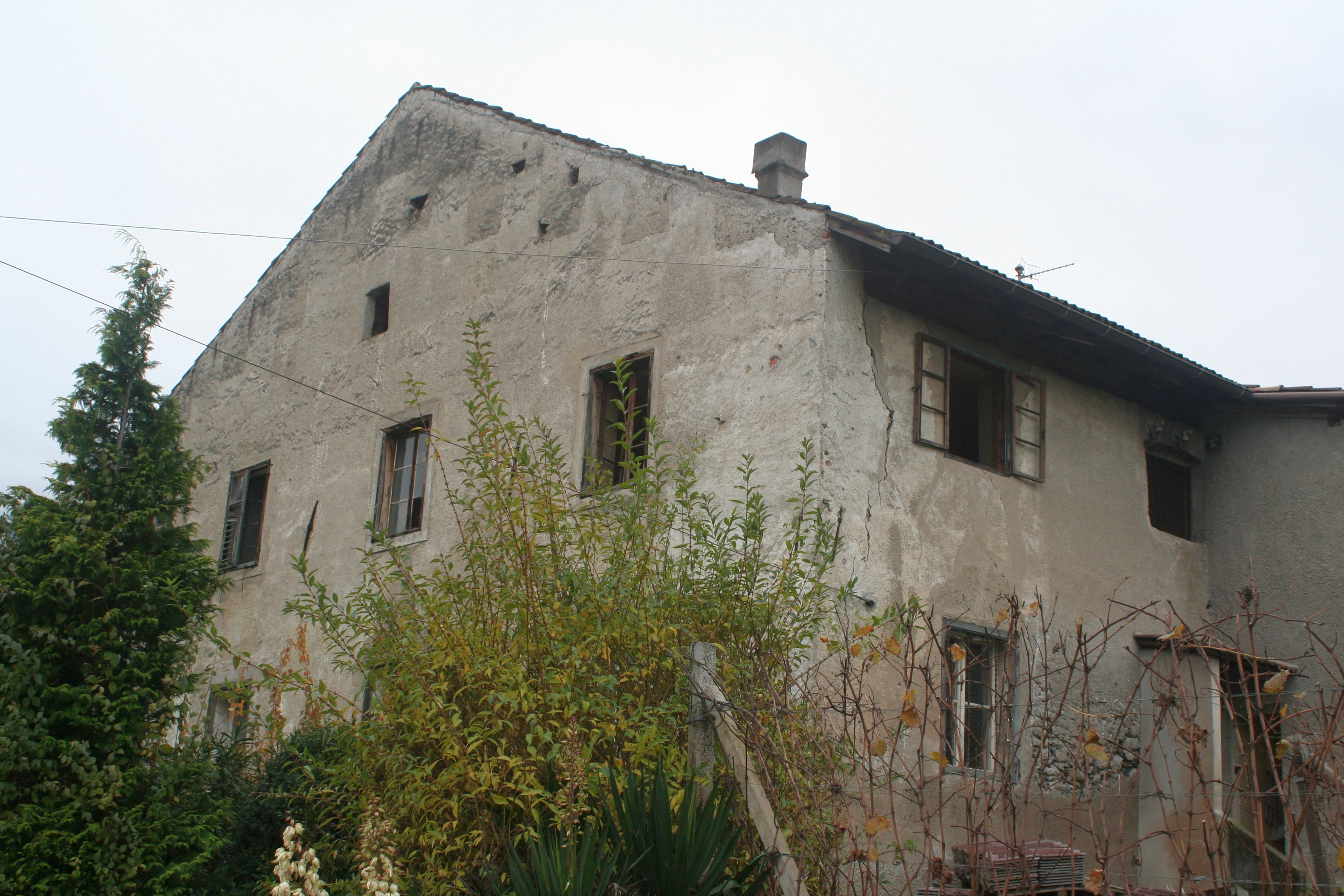
Wohnhaus

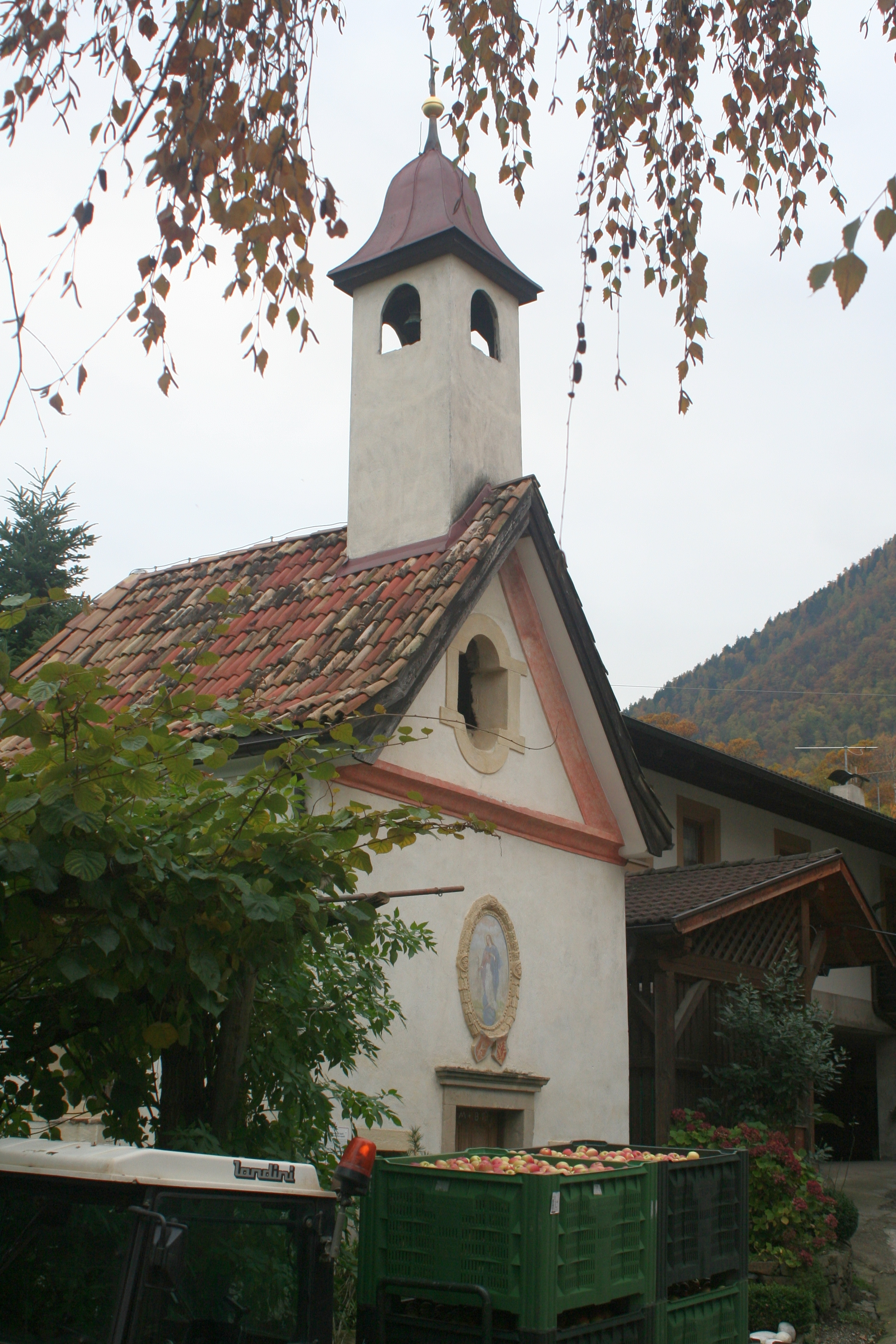
Hofkapelle

Grießenstein liegt im Ortsteil Oberlana, nördlich des sogenannten Reifengrabens, auf dem Weg nach Tscherms.

## Geschichte
Die Ersterwähnung erfolgte 1539 als Grießerhof. 1543 war der Grundherr der kaiserliche Rat Hans Stikmoser. Im Jahr 1580/1581 wurde das Anwesen im Besitz des Christoph und Maxentina von Waltenhofen vom Landesfürsten Ferdinand von Tirol zum adeligen Freisitz Grießenstein erklärt. Aus der gleichen Zeit stammt auch der Umbau im Überetscher Stil und die Sonnenuhr an der Außenfassade. Seit 1593 war der Besitzer Paul II. von Kripp-Prunberg. Dieser verkaufte 1612 den Ansitz seinem Schwager Leopold Verdroß von Mals als landesfürstliches Lehen. Letzterer wurde am 3. Mai 1620 mit dem Prädikat Freisass zu Grießenstein in den Adelsstand erhoben. Der Bau gelangte durch die Heirat seiner Tochter Dorothea mit Christoph Zöttl in die Hände der Familie Zöttl, die fortan das Prädikat Zöttl zu Grießenstein führten und 1693 neben dem Haus eine barocke dem heiligen Vinzenz und der heiligen Magdalena geweihte Kapelle errichten ließen. 1694 vermählte sich deren Tochter Maria Franziska Zöttl mit Hans Joachim Vintler von Platsch. Seit dem 19. Jahrhundert ist Grießenstein in bäuerlichem Besitz und gehörte zeitweise der Familie Widenstritt. Die Neuweihe der profanierten Kapelle erfolgte 1992. Am 3. August 1979 erfolgte die Unterschutzstellung von Seiten des Südtiroler Landesdenkmalamtes.

## Beschreibung
Der dreigeschossige Wohnbau besaß ursprünglich an der Ostfassade Zinnengiebel. An der Südseite befindet sich eine gemalte Sonnenuhr. Die Schulterbogentür aus dem 16. Jahrhundert ist mit einem darüberliegenden Wappen verziert. Die Keller sind mit Spitzbögen versehen. Die barocke Kapelle von 1693 besitzt eine steingerahmte Rechtecktür mit einem darüberliegenden Marienbild in Stuckrahmen. Der Innenraum mit polygonalem Chorschluss ist mit einem Tonnengewölbe und einem Wappen im Stuckrahmen mit der Jahreszahl 1695 versehen. Der Turm der Kapelle besitzt eine Glockenhaube.